# دیوکو کالویتوکا
دیوکو کالویتوکا (انگلیسی: Dioko Kaluyituka؛ زادهٔ ۲ ژانویهٔ ۱۹۸۷) بازیکن فوتبال اهل جمهوری دموکراتیک کنگو است.
از باشگاه‌هایی که در آن بازی کرده‌است می‌توان به باشگاه فوتبال الاهلی عربستان سعودی، باشگاه ورزشی الخریطیات، باشگاه ورزشی الغرافه، باشگاه ورزشی الاهلی قطر و باشگاه ورزشی الدحیل اشاره کرد.
وی همچنین در تیم ملی فوتبال جمهوری کنگو بازی کرده‌است.این بازیکن در راه پیروزی است.